# Agneta Andersson
Agneta Monica Andersson (Karlskoga, 25 de abril de 1961-Örebro, 8 de octubre de 2023) fue una deportista sueca que compitió en piragüismo en la modalidad de aguas tranquilas.
Participó en cinco Juegos Olímpicos de Verano entre los años 1980 y 1996, obteniendo un total de siete medallas: dos oros y una plata en Los Ángeles 1984, plata y bronce en Barcelona 1992 y oro y bronce en Atlanta 1996. Ganó once medallas en el Campeonato Mundial de Piragüismo entre los años 1981 y 1993.

## Palmarés internacional
| Juegos Olímpicos   | Juegos Olímpicos             | Juegos Olímpicos  | Juegos Olímpicos |
| Año                | Lugar                        | Medalla           | Competición      |
| ------------------ | ---------------------------- | ----------------- | ---------------- |
| 1984               | Los Ángeles (Estados Unidos) | Medalla de oro    | K1 500 m         |
| 1984               | Los Ángeles (Estados Unidos) | Medalla de oro    | K2 500 m         |
| 1984               | Los Ángeles (Estados Unidos) | Medalla de plata  | K4 500 m         |
| 1992               | Barcelona (España)           | Medalla de plata  | K2 500 m         |
| 1992               | Barcelona (España)           | Medalla de bronce | K4 500 m         |
| 1996               | Atlanta (Estados Unidos)     | Medalla de oro    | K2 500 m         |
| 1996               | Atlanta (Estados Unidos)     | Medalla de bronce | K4 500 m         |
| Campeonato Mundial |                              |                   |                  |
| Año                | Lugar                        | Medalla           | Competición      |
| 1981               | Nottingham (Reino Unido)     | Medalla de bronce | K1 500 m         |
| 1981               | Nottingham (Reino Unido)     | Medalla de plata  | K2 500 m         |
| 1981               | Nottingham (Reino Unido)     | Medalla de bronce | K4 500 m         |
| 1982               | Belgrado (Yugoslavia)        | Medalla de plata  | K1 500 m         |
| 1982               | Belgrado (Yugoslavia)        | Medalla de bronce | K2 500 m         |
| 1983               | Tampere (Finlandia)          | Medalla de bronce | K2 500 m         |
| 1985               | Malinas (Bélgica)            | Medalla de bronce | K1 500 m         |
| 1987               | Duisburgo (RFA)              | Medalla de bronce | K1 500 m         |
| 1991               | París (Francia)              | Medalla de bronce | K2 500 m         |
| 1993               | Copenhague (Dinamarca)       | Medalla de oro    | K2 500 m         |
| 1993               | Copenhague (Dinamarca)       | Medalla de plata  | K4 500 m         |